# Nitrosilazione

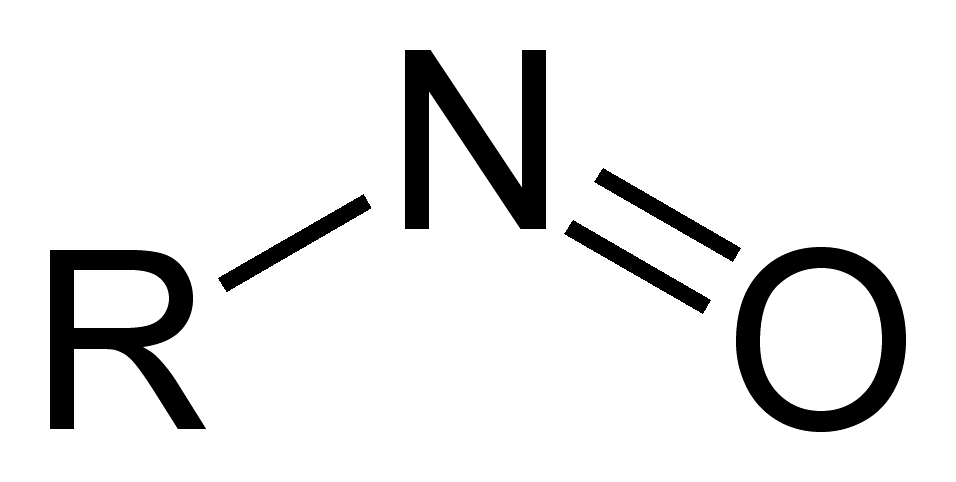
Gruppo nitroso –N=O

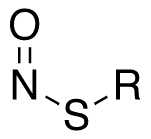
Gruppo S-nitrosotiolo

La nitrosilazione è una reazione chimica che prevede l'instaurarsi di un legame covalente tra il monossido di azoto e un'altra molecola, generalmente organica, a dare un gruppo funzionale nitroso (nitrosile). Ciò può avvenire in vitro per esposizione all'acido nitroso o ad un equivalente efficace, ad esempio una soluzione di nitrito di sodio e di acido cloridrico.
Un caso particolare di nitrosilazione, importante in biologia molecolare, riguarda il gruppo funzionale tiolico –SH e implica la formazione di S-nitrosotioli –SNO. In tal caso si parla di S-nitrosilazione, la quale è un esempio di modificazione post traduzionale di certe proteine a livello di uno o più residui di cisteina sulla loro struttura originaria. La S-nitrosilazione si verifica in molti processi biochimici fondamentali, come la segnalazione cellulare e la propagazione dei neurotrasmettitori, ma si riscontra anche in sistemi biologici fondamentali, come il sistema immunitario e i meccanismi di apoptosi.